# Smoky (perra militar)
Smoky (hacia 1943 - 21 de febrero de 1957), una Yorkshire terrier, fue una famosa perra militar que sirvió con las Fuerzas Aliadas durante la Segunda Guerra Mundial. Pesaba solo 4 libras (1,8 kg) y medía 7 pulgadas (17,8 cm) de altura. A Smoky se le atribuye el inicio de un renovado interés por los entonces no muy conocidos perros de su raza.

## Biografía

### Descubrimiento y compra
En febrero de 1944, un soldado estadounidense encontró a Smoky abandonada en una trinchera en la jungla de Nueva Guinea. Ya era una joven Yorkie adulta, completamente desarrollada. Los soldados inicialmente pensaron que la perrita pertenecía a las tropas japonesas, pero después de llevarla a un campamento de prisioneros de guerra cercano se dieron cuenta de que no entendía las órdenes en japonés ni en inglés. Otro soladado americano vendió a Smoky al cabo William A. Wynne de Cleveland, por dos libras australianas (equivalentes a 6,44 dólares en ese momento), el precio pagado al vendedor para que pudiera seguir en una partida de póquer.

### Segunda Guerra Mundial
Durante el año siguiente, Smoky viajó en una mochila durante el resto de la guerra y acompañó a Wynne en vuelos de combate en el Océano Pacífico. Se enfrentó a circunstancias adversas, viviendo en la jungla de Nueva Guinea y las Islas Chelbacheb, sufriendo las duras condiciones de las tiendas de campaña en el calor y la humedad ecuatoriales. Durante todo su servicio, Smoky durmió en la tienda de campaña de Wynne sobre una manta hecha con una cubierta de mesa de fieltro verde, compartió las raciones de comida de Wynne y una lata ocasional de fiambre. A diferencia de los perros de guerra "oficiales" de la Segunda Guerra Mundial, Smoky no tenía acceso ni al servicio veterinario ni a una dieta equilibrada formulada especialmente para perros. A pesar de esto, la perra nunca estuvo enferma. Incluso corrió sobre los corales durante cuatro meses sin desarrollar ninguna de las dolencias en las almohadillas de las patas que plagaron a algunos perros de guerra.
Como lo describe Wynne, "Smoky sirvió en el Pacífico Sur con la Quinta Fuerza Aérea, en el Escuadrón de Reconocimiento Fotográfico número 26 y voló en 12 misiones de rescate aéreo/marítimo y reconocimiento fotográfico". En esos vuelos, Smoky pasó largas horas colgada en la mochila de un soldado cerca de las ametralladoras que se usaban para protegerse de los cazas enemigos. A Smoky se le atribuyeron doce c y se le otorgaron ocho estrellas de srvicio. Sobrevivió a 150 ataques aéreos sobre Nueva Guinea y superó un tifón en Okinawa. Incluso saltó en paracaídas desde 30 pies (9,1 m) en el aire, desde un árbol, usando un paracaídas hecho solo para ella. Wynne le dio crédito a Smoky por salvarle la vida al advertirle de la llegada de una andanada de obuses en un LST (barco de transporte). Mientras la cubierta del barco retumbaba y vibraba por la artillería del sistema antiaéreo, Smoky guio a Wynne, permitiéndole esquivar el fuego que alcanzó a ocho hombres que estaban de pie junto a ellos.
En los períodos de inactividad, Smoky aprendió numerosos trucos, que realizó para el entretenimiento de las tropas con los Servicios Especiales y en los hospitales desde Australia hasta Corea. Según Wynne, Smoky le enseñó tanto como él le enseñó a ella, y desarrolló un repertorio más allá del de cualquier perro de su época. En 1944, la revista Yank Down Under nombró a Smoky la "Mascota Campeona en el Área del Pacífico Suroeste".
Los trucos de Smoky le permitieron convertirse en una heroína por derecho propio al ayudar a los ingenieros a construir una base aérea en el Golfo de Lingayén, en Luzón, un aeródromo crucial para los aviones de combate aliados. Al principio de la campaña de Luzón, el Cuerpo de Señales necesitaba pasar un cable del telégrafo a través de una tubería de 70 pies (21,3 m) que tenía un diámetro de 8 pulgadas (20,3 cm). La tierra se había filtrado a través de las secciones corrugadas en las uniones de la tubería, llenando hasta la mitad de la tubería, lo que le dio a Smoky solo cuatro pulgadas de avance en algunos lugares. Como el propio Wynne contó la historia cuando apareció en la NBC después de la Segunda Guerra Mundial:

Até una cuerda (atada al cable) al collar de Smoky y corrí al otro extremo de la tubería . . . (Smoky) dio unos pasos y luego corrió de regreso. "Ven, Smoky", le dije bruscamente, y ella comenzó a pasar de nuevo. Cuando estaba a unos 10 pies dentro, la cuerda se enganchó y miró por encima del hombro como si dijera "¿qué nos retiene allí?". La cuerda se soltó del enganche y ella volvió a subir. Para entonces, el polvo se levantaba del arrastre de sus patas mientras avanzaba a través de la tierra y el moho, y ya no podía verla. La llamé y supliqué, sin saber con certeza si venía o no. Por fin, a unos 20 pies de distancia, vi dos pequeños ojos ámbar y escuché un débil gemido... a 15 pies de distancia, echó a correr. Estábamos tan contentos por el éxito de Smoky que la acariciamos y la elogiamos durante cinco minutos completos.

El trabajo de Smoky evitó que aproximadamente 250 miembros de la tripulación de tierra tuvieran que desplazarse, y permitió mantener operativos 40 cazas y aviones de reconocimiento estadounidenses, mientras un destacamento de construcción despejaba la pista de aterrizaje, evitando poner a los hombres y a los aviones en peligro por los bombardeos enemigos. Lo que habría sido una peligrosa tarea de excavación de tres días para colocar el cable se completó en minutos.

### Después de la guerra
Cuando regresaron a casa de la guerra, Wynne y Smoky aparecieron en una historia de primera plana con fotografías en el diario Cleveland Press del 7 de diciembre de 1945. Smoky pronto se convirtió en una celebridad nacional. Durante los siguientes 10 años, Smoky y Wynne viajaron a Hollywood y por todo el mundo para realizar demostraciones de sus notables habilidades, que incluían caminar sobre un cable con los ojos vendados. Apareció con Wynne en algunos de los primeros programas de televisión en el área de Cleveland, incluido un espectáculo propio en el Canal 3 de Cleveland titulado Castles in the Air, que presentaba algunos de los increíbles trucos de Smoky. La perra actuó en 42 espectáculos de televisión en vivo sin repetir nunca un truco. Smoky y Wynne también fueron artistas muy populares en los hospitales de veteranos. Según Wynne, después de la guerra, Smoky entretuvo a millones de personas a finales de la década de 1940 y principios de la de 1950.
El 21 de febrero de 1957, el "cabo" Smoky murió inesperadamente a la edad aproximada de 14 años. Wynne y su familia enterraron a Smoky en una caja de munición de calibre 30 de la Segunda Guerra Mundial en la Reserva Rocky River, Cleveland Metroparks, en Lakewood (Ohio).
Casi 50 años después, el Día de los Veteranos, el 11 de noviembre de 2005, se inauguró allí una escultura de bronce de tamaño natural, obra de Susan Bahary, con Smoky sentada en un casco de soldado, sobre una base de granito azul de dos toneladas. Está colocada sobre el mismo lugar donde Smoky fue depositada en su lugar de descanso final. Este monumento está dedicado a "Smoky, el Yorkie Doodle Dandy y los perros de todas las guerras".

## Honores

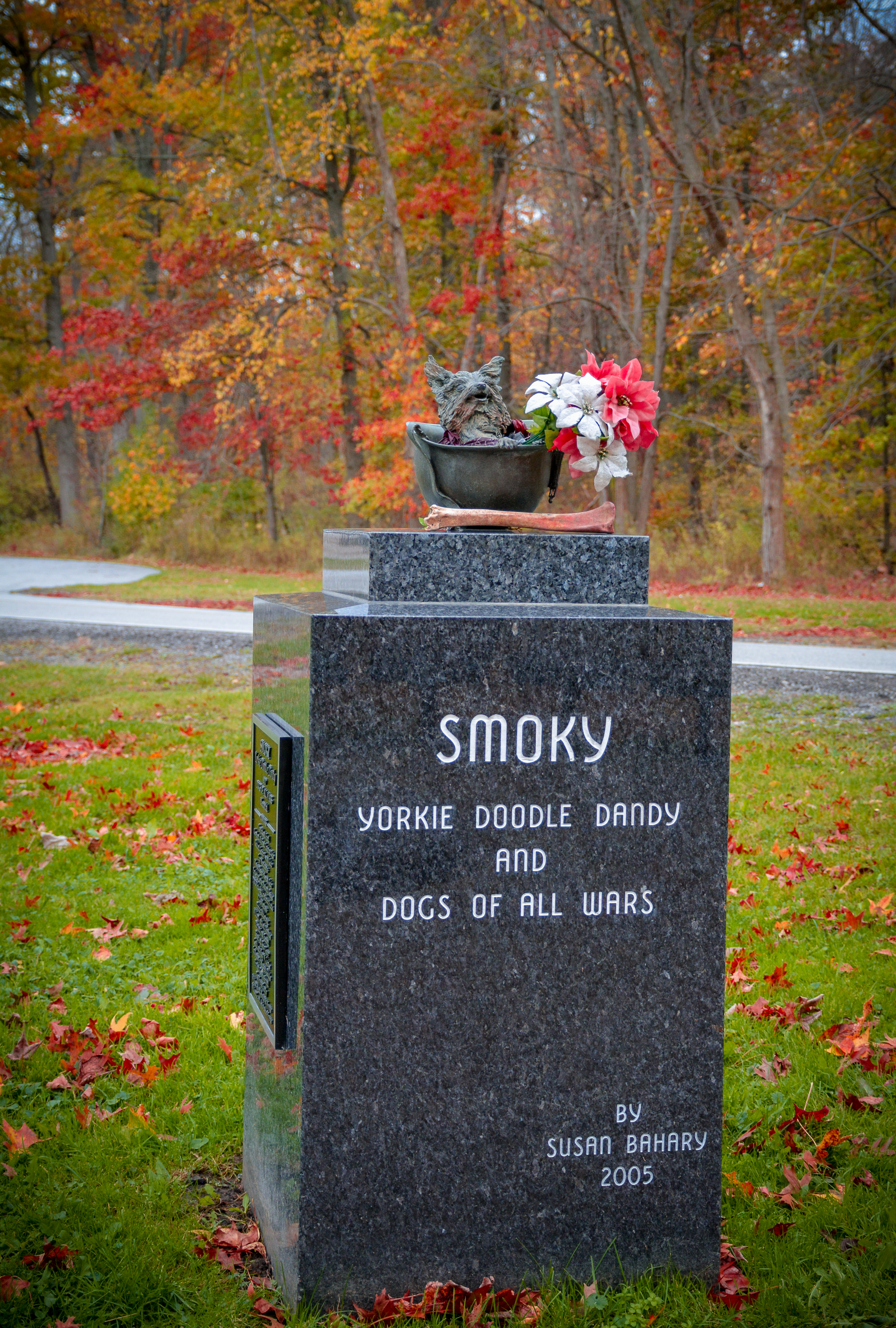
Monumento de Smoky en Lakewood, Ohio

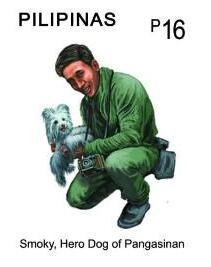
Sello de Filipinas con la imagen de Smokie

Los monumentos en honor a Smoky se localizan en:
- Cleveland Metroparks, Reserva Rocky River, Lakewood, Ohio (el lugar de descanso final de Smoky)
- El Museo del Perro del American Kennel Club en San Luis (Misuri), Misuri
- La Base de la Fuerza Aérea Hickam en Hawái, en las dependencias del Escuadrón de Inteligencia Aeroespacial número 26: "Smoky"
- Asociación de Medicina Veterinaria de Ohio, Columbus (Ohio), Salón de la Fama de los Animales, "No. 1 perro héroe"
- Ciudad de Eastlake, Ohio, "SMOKY y PERROS de TODAS LAS GUERRAS"[9]
- Universidad de Tennessee, Knoxville, Tennessee, Facultad de Medicina Veterinaria: "Cuatro libras de coraje"
- Hospital Real para Mujeres de Brisbane, Queensland, Australia[12]

Además, los "Rescates del año" anuales del Yorkshire Terrier National Rescue (YTNR) reciben el "Premio Smoky" en honor a este famoso rescate.
Smoky recibió el Certificado PDSA por valentía o devoción de los animales en abril de 2011.
También recibió la Medalla de Servicios Distinguidos a los Animales en la Guerra y la Paz en 2022.
Apareció en los "Sellos especiales de perros en la historia de Filipinas" de la Corporación de Correos de Filipinas en 2024.

## Primer perro de terapia
Según una investigación de Animal Planet, Smoky fue el primer ejemplar de perro utilizado en canoterapia. Su servicio en esta área comenzó en julio de 1944 en el Hospital de la Estación 233 en Nueva Guinea, donde acompañó a las enfermeras en sus visitas el campo de batalla a los soldados dados de baja tras la invasión de Biak. Smoky ya era una especie de celebridad debido a que por entonces su fotografía apareció en la revista "Yank", lo que facilitó la obtención de permisos. El doctor Charles Mayo de la Clínica Mayo fue el comandante militar que permitió a Smoky hacer rondas y también le permitió dormir con Wynne en su cama de hospital durante cinco noches. El trabajo de Smoky como perro de terapia continuó durante 12 años, durante y después de la Segunda Guerra Mundial.

## Yorkie Doodle Dandy
Yorkie Doodle Dandy: Or, the Other Woman Was a Real Dog, es un libro escrito por Bill Wynne. Es la memoria de su tiempo con Smoky durante y después de la Segunda Guerra Mundial. Cuenta los aspectos más destacados de su servicio en el Pacífico y sus aventuras en Hollywood, así como consejos sobre adiestramiento de perros, preguntas frecuentes sobre los Yorkshire terrier y otras cuestiones. El libro cuenta la historia de cómo Smoky recibió un ascenso a "cabo" e incluso explica cómo este Yorkshire terrier apareció en Nueva Guinea. Publicado originalmente en 1996 por Wynnesome Press, en 2020 Top Dog Enterprises, LLC había publicado su séptima edición.